# Tetrix gracilis
Tetrix gracilis är en insektsart som beskrevs av Bruner, L. 1906. Tetrix gracilis ingår i släktet Tetrix och familjen torngräshoppor. Inga underarter finns listade i Catalogue of Life.